# Ochrotrichia provosti
Ochrotrichia provosti är en nattsländeart som beskrevs av Blickle 1961. Ochrotrichia provosti ingår i släktet Ochrotrichia och familjen smånattsländor. Inga underarter finns listade i Catalogue of Life.